# 1999年中國羽毛球公開賽
1999年中國羽毛球公開賽，是第12屆中國羽毛球公開賽，於1999年11月16日至21日在中華人民共和國首都北京市的北京丰台体育中心舉行，總獎金為150,000美元。
本屆賽事五個項目中有兩個項目衛冕成功，分別是男子單打的董炯及女子雙打的 葛菲/顧俊組合。

## 優勝者
| 項目     | 冠軍          | 亞軍          | 比分        |
| -------- | ------------- | ------------- | ----------- |
| 男子單打 | 董炯          | 陳鋒          | 15-2, 15-7  |
| 女子單打 | 周蜜          | 龔睿那        | 11-6, 11-5  |
| 男子雙打 | 河泰權 金東文 | 李東秀 柳鏞成 | 17-16, 15-8 |
| 女子雙打 | 葛菲 顧俊     | 高崚 秦藝源   | 15-5, 15-6  |
| 混合雙打 | 劉永 葛菲     | 張軍 高崚     | 15-8, 15-5  |

## 腳註
1. ↑  . 人民日報. 1999-11-16  [2022-10-14]. （原始内容存档于2022-10-14） （中文）.